# بي 61 (قنبلة نووية)
القنبلة النووية B61 هي القنبلة النووية الحرارية الأساسية في مخزونات الولايات المتحدة الدائمة بعد نهاية الحرب الباردة وهي عبارة عن سلاح نووي استراتيجي وتكتيكي منخفض إلى متوسط يتضمن تصميم للانفجار الإشعاعي على مرحلتين.
وتستخدم قنبلة B61 عن طريق الطلب الرسمي ويزن الرأس النووي 340 كيلوطن في تعديلاتها المختلفة لديها القدرة على تحمل سرعات الطيران بما في ذلك الأسرع من الصوت. يبلغ طول هذا السلاح 11 قدم في الطول (3.56 متر) ويبلغ قطره حوالي 13 بوصة (33 سم). الوزن الأساسي حوالي 700 رطل (320 كجم) على الرغم من أن أوزان الأسلحة الفردية قد تختلف اعتمادا على الإصدار وتكوين الصمامات.
أعلن الجيش الأميركي في أكتوبر 2023، عن خطط لتطوير فئة جديدة من قنابل الجاذبية النووية B61-13، لتعوض الجيل الأقدم من B61-12، والتي لا تحتوي على حمولة كافية لتدمير الأهداف الصلبة تحت الأرض.